# Metabolia
Metabolia ((gr.) μεταβολη – zmiana) – zdolność niektórych wiciowców do zmiany kształtu komórki. Specyfika tych zmian wynika z tego, że komórki te są okryte stosunkowo sztywną powłoką, więc możliwości modyfikacji ich kształtu są mocno ograniczone, w odróżnieniu od zmian kształtu ciała protistów o pełzakowatym ciele. Efektem metabolii są ruchy metaboliczne (euglenoidalne). Podczas tych ruchów komórka wygina się, rozciąga, ścieśnia, obraca itp. Ruchy te mogą mieć charakter ruchu ślizgowego i działać na zasadzie kinezy, podczas gdy standardowym sposobem poruszania się większości euglenin jest ruch za pomocą wici, który może mieć charakter taksji. W warunkach laboratoryjnych można je wywołać przez zwiększenie oświetlenia (fotokineza), dodanie jonów wapnia, detergentu (który prawdopodobnie zwiększa przepuszczalność błony komórkowej dla rozpuszczonego w wodzie wapnia) lub kofeiny, a zahamować cyjankami. Mechanizm ruchów metabolicznych polega na wzajemnym przemieszczaniu się pasków pellikuli i wydzielaniu śluzu. U Euglena fusca ruch ślizgowy będący skutkiem metabolii osiąga prędkość 0,4 μm/s.
Metabolia jest cechą typową dla euglenin, wśród których pewne taksony wykazują do niej zdolność większą (np. Euglena) lub mniejszą (np. Phacus, Lepocinclis). Do ruchów określanych jako euglenoidalne (lub metaboliczne) zdolne jednak są również inne protisty o odpowiedniej budowie ciała, np. przedstawiciele bezskorupkowych bruzdnic, a nawet komórki zwierząt, np. planule Clava squamata.